# Camille Jenatzy

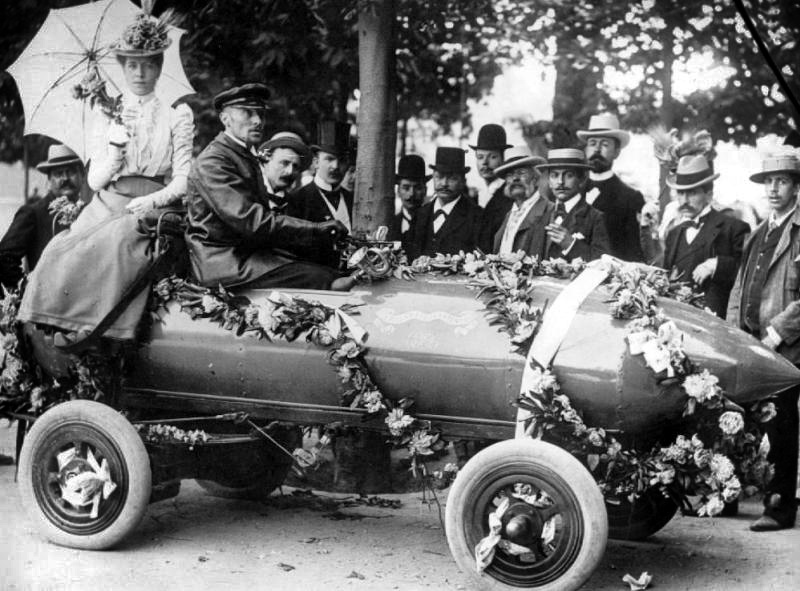
Camille Jenatzy e a sua mulher no Jamais Contente

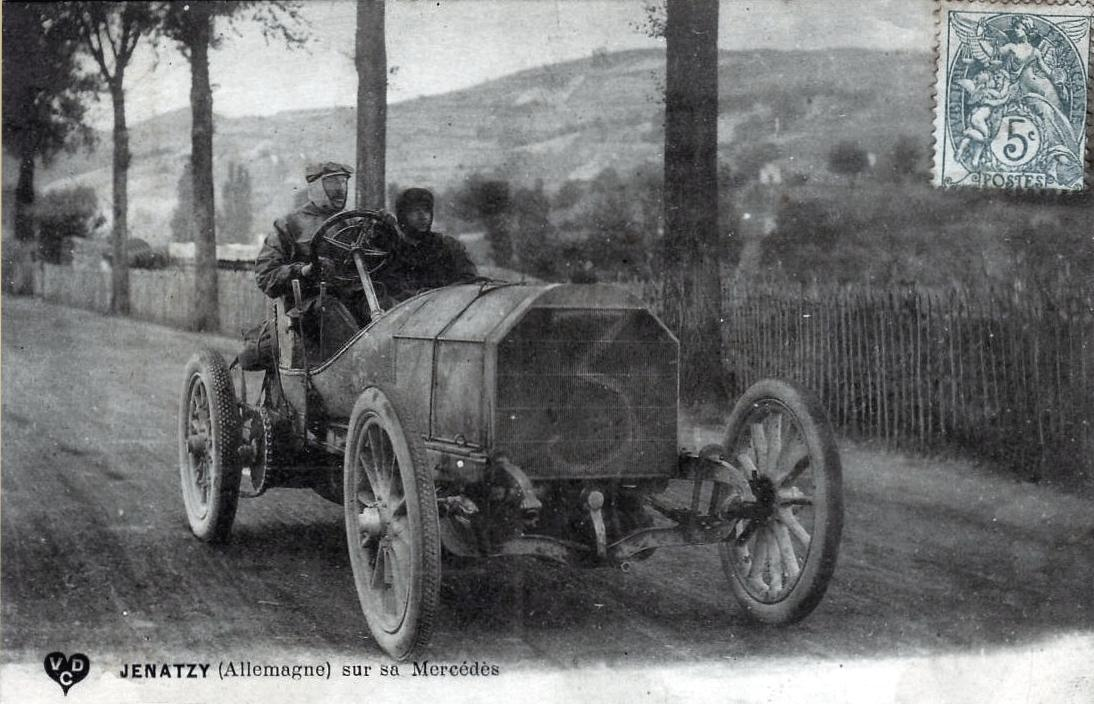
Jenatzy conduzindo um Mercedes

Camille Jenatzy (4 de novembro de 1868 – 8 de dezembro de 1913) foi um corredor automobilístico belga, conhecido por romper três vezes o recorde de velocidade em terra, sendo o primeiro em superar a barreira dos 100 km/h. Era apelidado Le Diable Rouge ("O Diabo Vermelho") devido à cor da sua barba.

## Recordes de velocidade

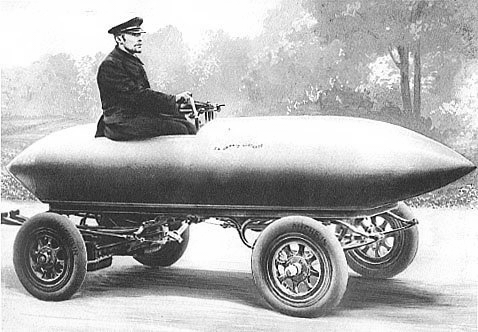
Illustration of "La Jamais Contente", first automobile to reach 100 km/h in 1899.

A 17 de janeiro de 1899 em Achères (Yvelines), para perto de  Paris, França,  registou uma velocidade de 66,66 km/h sobre um quilómetro, conduzindo um CGA Dogcart. Naquele mesmo dia, o registo foi batido por Gaston de Chasseloup-Laubat, superado de novo a 27 de janeiro de 1899 quando Jenatzy atingiu 80.35 km/h. Este registo foi rompido outra vez por Chasseloup-Laubat, que aplicou um carenado rudimentário ao seu Jeantaud.  Jenatzy respondeu com a sua terceira melhor marca a 29 de abril de 1899, registando 105.88 km/h no carro elétrico CITA Nº 25 La Jamais Contente, o primeiro carro desenhado especificamente para bater um recorde de velocidade, e o primeiro em superar os 100 km/h. Em 1902, seu recorde de velocidade foi batido por Léon Serpollet.
Jenatzy ganhou em 1903 a Copa Gordon Bennet em Athy, Irlanda, ao volante de um Mercedes.

## Morte

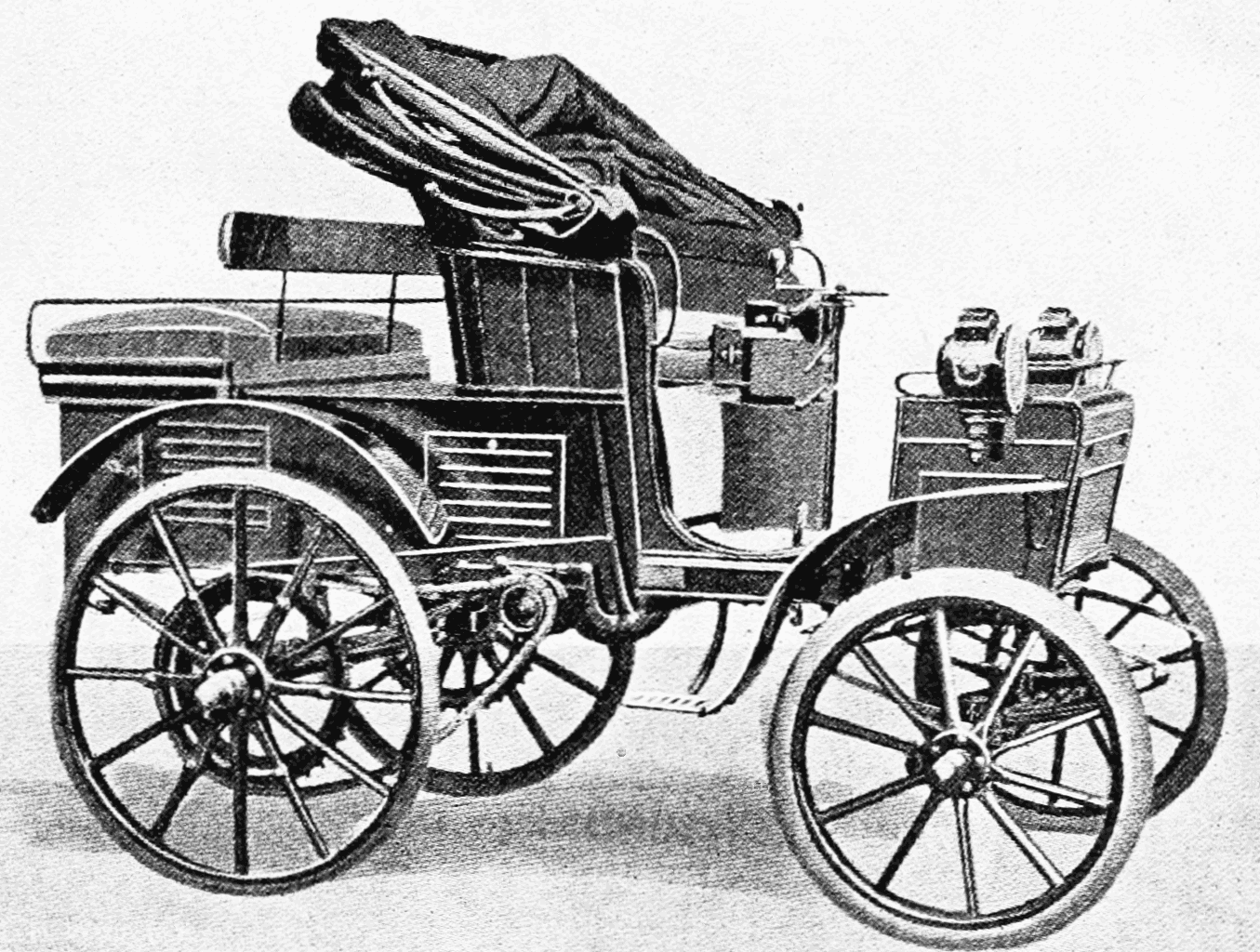
Automóvel elétrico faetón de Jenatzy, para 1900

Jenatzy morreu em 1913 num acidente de caça. Escondeu-se por trás de um arbusto e fez ruídos imitando animais, para fazer uma partida aos seus amigos que caçavam com ele. Alfred Madoux, director da revista L'Etoile Belge, abriu fogo, achando que era um animal selvagem. Quando se deram conta de que era Jenatzy, se apressaram a levar ao hospital em carro. Jenatzy morreu sangrado em estrada, cumprindo a sua propria profecia de que morreria num Mercedes. Está enterrado no cemitério de Laeken de Bruxelas.